# NGC 42
NGC 42 là một thiên hà trong chòm sao Phi Mã. Nó tương tác hấp dẫn với NGC 41.